# Lilliputianella
Lilliputianella es un género de foraminífero planctónico de la subfamilia Praehedbergellinae, de la familia Praehedbergellidae, de la superfamilia Rotaliporoidea, del suborden Globigerinina y del Orden Globigerinida. Su especie tipo es Lilliputianella longorii. Su rango cronoestratigráfico abarca desde el Aptiense superior hasta el Albiense (Cretácico inferior).

## Descripción
Lilliputianella incluía especies con conchas trocoespiraladas, de forma discoidal-globular digitado; sus cámaras eran inicialmente subglobulares, y finalmente alargadas radialmente, creciendo en tamaño de manera moderada; sus suturas intercamerales eran rectas e incididas; su contorno era digitado, y muy lobulado; su periferia era redondeada; su ombligo era estrecho; su abertura era interiomarginal, espiroumbilical, en forma de arco bajo, y protegida por un pórtico; las últimas cámaras conservaban aberturas y pórticos relictos visibles en el lado umbilical; presentaba pared calcítica hialina, microperforada, con la superficie lisa.

## Discusión
El género Lilliputianella no ha tenido mucha difusión entre los especialistas. Algunos autores han considerado Lilliputianella un sinónimo subjetivo posterior de Praehedbergella, aunque otros lo consideran un taxón distinto y válido distinguible por la diferente forma de la cámara con respecto a Praehedbergella (alargadas radialmente vs. globulares). Clasificaciones posteriores han incluido Lilliputianella en la superfamilia Globigerinoidea. Otras clasificaciones lo han incluido en la subfamilia Brittonellinae, de la familia Hedbergellidae.

## Paleoecología
Lilliputianella incluía especies con un modo de vida planctónico, de distribución latitudinal cosmopolita, y habitantes pelágicos de aguas superficiales a profundas (medio epipelágico a batipelágico superior).

## Clasificación
Lilliputianella incluye a las siguientes especies:
- Lilliputianella globulifera †
- Lilliputianella kuhryi †
- Lilliputianella roblesae †

Otras especies consideradas en Lilliputianella son:
- Lilliputianella bizonae †
- Lilliputianella bollii †
- Lilliputianella longorii †
- Lilliputianella maslakovae †
- Lilliputianella similis †